# Parti communiste des travailleurs (Italie)
 (février 2019).
Si vous disposez d'ouvrages ou d'articles de référence ou si vous connaissez des sites web de qualité traitant du thème abordé ici, merci de compléter l'article en donnant les références utiles à sa vérifiabilité et en les liant à la section « Notes et références ».
Pour les articles homonymes, voir Parti communiste des travailleurs.
Le Parti communiste des travailleurs (en italien, « Partito comunista dei lavoratori (PCL) ») est un parti politique italien, créé en 2006 à partir du courant trotskiste du Parti de la refondation communiste, et dirigé par Marco Ferrando (it). Il dépasse tout juste le 0,50 % des voix lors des élections générales d'avril 2008 (aucun élu) et perd plus de la moitié de ses électeurs lors des élections de 2013, en ne recueillant que 0,26 % des voix (89 995 à la Chambre).
Au niveau international il était membre du Comité de coordination pour la refondation de la Quatrième Internationale jusqu'en 2017.
En 2017, les partisans de la Fraction trotskyste - Quatrième Internationale au sein du parti scissionnent pour fonder la Fraction Internationaliste Révolutionnaire.

## Congrès national
- Ier Congrès - Rimini, 3-6 janvier 2008
- IIe Congrès - Rimini, 5-9 janvier 2011
- IIIe Congrès - Rimini 3-6 janvier 2014
- IVe Congrès - Rimini 5-8 janvier 2017